# Johann Franz von Preysing
Johann Franz von Preysing (také Franz svobodný pán von Preysnitz-Hohenaschau; 23. února 1615, Mnichov – 8. července 1687) byl v letech 1670–1687 knížecí biskup z Chiemsee.

## Život

### Rodiče
Johann Franz von Preysing byl svobodný pán z Altenpreysing, pán v Hohenaschau, Söllhuben a Reichersbeuern. Jeho otec Johann Christoph von Preysing byl bavorský státník a jeho matkou Benigna von Freiberg, první žena otcova.

### Studium a kariéra
Po dětství v Mnichově a Landshutu se Johann Franz von Preysing zapsal na univerzitu v Ingolstadtu a později studoval také v Sieně (v Toskánsku). Od roku 1625 měl kanonikát v Solnohradu (dnešním Salcburku) a roku 1631 se dostal do Pasova. U obou sborů kanovníků měl stoupající kariéru až do 1670. V roce 1654/1655 byl dvakrát vyslancem arcibiskupa Guidobaldem von Thun v Innsbrucku, přitom při druhém pobytu u příležitosti přítomnosti švédského krále Christiana. Protože měl zřejmě diplomatické vystupování, byl 1655 jmenován arcibiskupským tajným radou, roku 1664 byl na postu říšských hrabat a teprve v roce 1668 byl vysvěcený na kněze.

### Biskupský úřad
Po smrti biskupa v Chiemsee Franze Vigila von Spaur und Valör (1609–1670) byl Solnohradským arcibiskupem Maxem Gandolfem von Kuenburg (1622–1687) dne 4. února 1670 právě 55letý Johann Franz von Preysing jmenován jeho nástupcem. Po arcibiskupském schválení dne 27. června t. r. a biskupském svěcení dne 25. srpna t. r. následovalo dne 31. srpna 1670 jeho uvedení do úřadu.

## Dílo
Za jeho funkčního období vedl obnovu zámku Fischhorn, který byl během solnohradských selských bouří v roce 1526 zničen. V roce 1674 sloučil chiemseejské statky k biskupskému dvoru. Z ekonomických důvodů prodal chiemseejský majetek v Guggentalu u Solnohradu jakož i v Innviertelu ležící dvůr Raab a obec, stejně jako biskupské vinohrady v Arndorfu, další v Kumpfmühle a dům v Solnohradu. Bývalé panství Rohrdorf a Nussdorf získal ještě jako soukromý majetek. Faru v Reithu u Kitzbühelu přeměnil roku 1674 na vikariát a roku1680 (až do té doby) přičlenil k farnosti Prien u Chiemsee a Aschau vyzdvihl k samostatné farnosti. Od roku 1676 byla postavena panská v Chiemsee katedrála stavitelem Lorenzo Sciasca a 1679 biskupem Johannem Franzem von Preysing vysvěcena. Již od roku 1677 založil týdenní mše v kapli zámku Hohenaschau, který patřil do rodinného majetku. Preysingově domácí kapli v Mnichově daroval roucha a nádobí. V kapli solnohradské rezidence pro Chiemsee dvůr zřídil malé místo milosti.
Po smrti bylo jeho tělo pochováno v solnohradském dómu a jeho srdce v františkánském klášterním kostele.